# Kate Hudson
Kate Garry Hudson (*19. dubna 1979 v Los Angeles, Kalifornie) je americká filmová herečka, dcera herečky Goldie Hawnové a sestra herce Olivera Hudsona. V roce 2000 se proslavila ve filmu Almost Famous, za který obdržela i nominaci na prestižní cenu Oscar. Po tomto úspěšném filmu natočila další například Jak ztratit kluka v 10 dnech nebo The Skeleton Key.

## Životopis
Narodila se v Los Angeles zpěvákovi Billu Hudsonovi a známé oscarové herečce Goldie Hawnové. Její matka má maďarsko-židovský původ, otec italsko-anglický. Doma byla vedena k židovství a později i k buddhismu.
Její rodiče se rozvedli osmnáct měsíců po jejím narození. Po rozvodu se s matkou a bratrem Oliverem odstěhovala do Colorada, kde žili společně s matčiným přítelem hercem Kurtem Russellem. Po rozvodu se její biologický otec Bill Hudson přestal s dětmi Kate a Oliverem stýkat, proto považuje za svého otce právě Kurta Russella.
V roce 1997 dostudovala střední školu v Santa Monice a byla přijata na univerzitu v New Yorku.

## Kariéra
Průlom v herecké kariéře nastal přijetím role Penny Lane ve filmu Na pokraji slávy. Za výkon v tomto filmu byla nominována na prestižní ocenění Oscara v kategorii nejlepší ženský herecký výkon. Krátce poté se objevila i ve filmech Fáma nebo 200 cigaret. Díky jejímu mládí a nasazení dostala brzo označení „pilný pracovník“. Veřejnosti se také zamlouvalo to, že dlouho tajila, kdo jsou její rodiče a nestavěla si slávu na jejich známých jménech.
Kate byla jednou z hlavních kandidátek na roli Mary Jane Watson v trháku Spiderman, do role ale nakonec byla obsazena Kirsten Dunst.
Slabší chvilky se dočkala, když se remake filmu Čtyři pírka: Zkouška cti stal terčem kritiky. O pár měsíců později ale zazářila v romantické komedii Jak ztratit kluka v 10 dnech. Tento film vydělal přes 100 milionů dolarů. Po tomto filmu se začala častěji objevovat v romantických filmech například Alex a Emma nebo Život s Helenou. Filmy se setkaly s různými body kritiky některé byly přijaty kladně, jiné kritika rozmetala na kusy.
Další úspěšný film natočila v roce 2005 a jmenoval se Klíč. Tento thriller vydělal přes 90 milionů dolarů. Ve filmu My dva a křen, jedná se o komedii, kde si zahrála po boku Matta Dillona a Owena Wilsona. Film šel do kin 14. července 2006.
V roce 2007 zrežírovala krátký film Cutlass, ve filmu hráli Kurt Russell, Dakota Fanning, Virginia Madsen, Chevy Chase a Kristen Stewart. V roce 2008 se objevila ve filmu Bláznovo zlato, po boku Matthewa McConaugheyho a ve filmu Kamarádova holka.
O rok později se připojila k obsazení muzikálového filmu Nine, po boku Nicole Kidman, Judi Dench a Penélope Cruz. 24. ledna 2010 měl na filmovém festivalu Sundance její film Vrah ve mě.
V roce 2011 si zahrála Darcy ve filmu Tvůj snoubenec, můj milenec. V roce 2012 získala roli učitelky tance v seriálu stanice FOX Glee.Objevil se v pěti epizodách. Později přijala vedlejší roli ve filmu Wish I Was Here. V roce 2016 se objevila v hvězdně obsazeném filmu Svátek matek. Ve filmu si zahrály například Julia Roberts a Jennifer Aniston.
V roce 2016 vydala knihu Pretty Happy: Healthy Ways to Love Your Body.

## Osobní život
V roce 2000 se provdala za frontmana americké hudební skupiny The Black Crowes Chrise Robinsona. 7. ledna 2004 se jim narodilo první dítě, syn Ryder Russell Robinson. 18. listopadu 2006 se ale pár rozvedl a jako důvod uvedl povahové rozdíly. Chodila s hercem Owenem Wilsonem. Se snoubencem, britským rockovým zpěvákem Muse - Matthew Bellamyem má syna Binghama (narozen 9. července 2011). 9. prosince 2014 pár oznámil zrušení zásnub. V říjnu 2018 se jí narodila dcera Rani Fujikawa.

## Filmografie

### Film
| Rok  | Název                               | Role                                        | Poznámky |
| ---- | ----------------------------------- | ------------------------------------------- | -------- |
| 1998 | Voda na pouši                       | Syke Davidson                               |          |
| 1998 | Lososí řeka                         | Lorna                                       |          |
| 1999 | 200 cigaret                         | Cindy                                       |          |
| 2000 | Dr. T a jeho děti                   | Dee Dee Davis                               |          |
| 2000 | Na pokraji slávy                    | Penny Lane                                  |          |
| 2000 | Fáma                                | Naomi Preston                               |          |
| 2000 | Vše o Adamovi                       | Lucy Owens                                  |          |
| 2001 | The Cutting Rope                    | Chrissy Campbell                            |          |
| 2002 | Čtyři pírka: Zkouška cti            | Ethne                                       |          |
| 2003 | Rozvod po francouzsku               | Isabel Walker                               |          |
| 2003 | Alex a Emma                         | Emma Dinsmore / Ylva / Elsa / Eldora / Anna |          |
| 2003 | Jak ztratit kluka v deseti dnech    | Andie Anderson                              |          |
| 2004 | Život s Helenou                     | Helen Harris                                |          |
| 2005 | Klíč                                | Caroline Ellis                              |          |
| 2006 | My dva a křen                       | Molly Peterson                              |          |
| 2008 | Bláznovo zlato                      | Tess Finnegan                               |          |
| 2008 | Kamarádova holka                    | Alexis                                      |          |
| 2009 | Válka nevěst                        | Olivia "Liv" Lerner                         |          |
| 2009 | Nine                                | Stephanie Necrophuros                       |          |
| 2010 | Vrah ve mě                          | Amy Stanton                                 |          |
| 2011 | Tvůj snoubenec, můj milenec         | Darcy                                       |          |
| 2011 | Malý kousek nebe                    | Marley Corbett                              |          |
| 2013 | Váhavý fundamentalista              | Erica                                       |          |
| 2013 | Bez minulosti                       | Rhonda Haney                                |          |
| 2014 | Wish I Was Here                     | Sarah Bloom                                 |          |
| 2014 | Krvavé peníze                       | Anna Reed                                   |          |
| 2015 | Ruku na to                          | Merci                                       |          |
| 2016 | Svátek matek                        | Jesse                                       |          |
| 2016 | Kung Fu Panda 3                     | Mei Mei (hlas)                              |          |
| 2016 | Deepwater Horizon: Moře v plamenech | Felicia Williams                            |          |
| 2017 | Marshall                            | Eleanor Strubing                            |          |
| 2021 | Music                               | Kazu "Zu" Gamble                            |          |
| 2021 | Mona Lisa and the Blood Moon        | Bonnie "Bonnie Belle" Hunt                  |          |
| 2022 | Na nože: Glass Onion                | Birdie Jay                                  |          |

### Televize
| Rok     | Název                                | Role            | Poznámky                               |
| ------- | ------------------------------------ | --------------- | -------------------------------------- |
| 1996    | Správná pětka                        | Cory            | Epizoda: "Spring Breaks: Part 1"       |
| 1997    | Jilmová ulice                        | Larraine Cahill | Epizoda: "Neither Have I Wings to Fly" |
| 2000    | Saturday Night Live                  | Samu sebe       | Epizoda: "Kate Hudson/Radiohead"       |
| 2012-13 | Glee                                 | Cassandra July  | 5 epizod                               |
| 2013    | Clear History                        | Rhonda Haney    | TV film                                |
| 2015    | Jamie And Jimmy's Friday Night Feast | Samu sebe       | Epizoda: "Kate Hudson"                 |
| 2015    | Running Wild with Bear Grylls        | Samu sebe       | Epizoda: "Kate Hudson Dolomites"       |